# Birger Lahti
Birger Evert Lahti, född 12 november 1964 i Kaunisvaara kyrkobokföringsdistrikt i Pajala församling, Norrbottens län, är en svensk politiker (vänsterpartist). Han är ordinarie riksdagsledamot sedan 2014, invald för Norrbottens läns valkrets.
Birger Lahti har tidigare varit vice ordförande i kommunstyrelsen i Pajala kommun och invaldes i Sveriges riksdag 2014. Lahti hade plats 1 på Vänsterpartiets valsedel inför valet och fick därför Vänsterpartiets mandat i Norrbottens läns valkrets. Han fick dessutom 525 personröster, näst högst bland vänsterpartisterna i valkretsen. Lahti är Vänsterpartiets energipolitiske talesperson.
Han är uppväxt och bor i Kaarnevaara i Pajala kommun.